# كارل ساندرز
كارل ساندرز (وُلد في 5 يونيو، 1963) هو الموسيقار الأمريكي، والمعروف على نطاق واسع بأنه العضو المؤسس في فرقة النيل الفنية - ديث ميتال الفني ذات الطابع المصري. وُلد في ولاية كاليفورنيا، ويعيش في غرينفيل، كارولاينا الجنوبية. ساندرز أجاز من قبل عميد القيثارات (Dean Guitars)، ولديه حاليا توقيع لعمله علي الإيتار مع الشركة.